# Neuf-Berquin
Neuf-Berquin (niederländisch Nieuw-Berkijn) ist eine französische Gemeinde mit 1422 Einwohnern (Stand: 1. Januar 2022) im Département Nord in der Region Hauts-de-France. Sie gehört zum Arrondissement Dunkerque und ist Mitglied im Gemeindeverband Cœur de Flandre Agglo. Die Bewohner werden Neuf-Berquinois und Neuf-Berquinoises genannt.

## Geografie

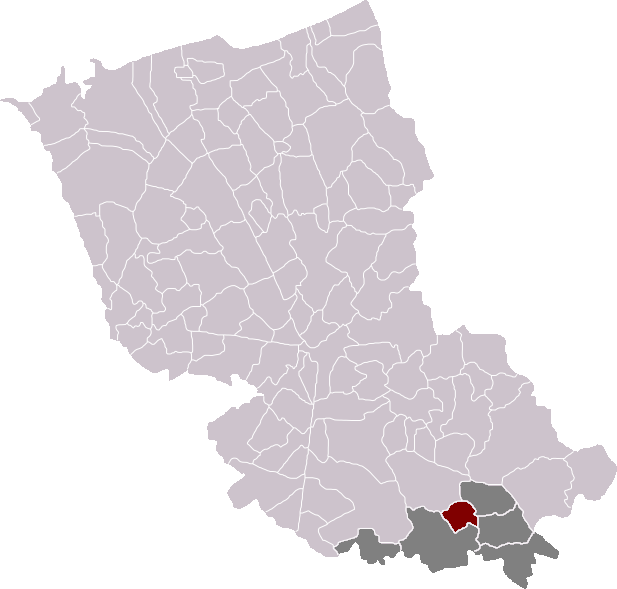
Lage von Neuf-Berquin im Arrondissement Dunkerque

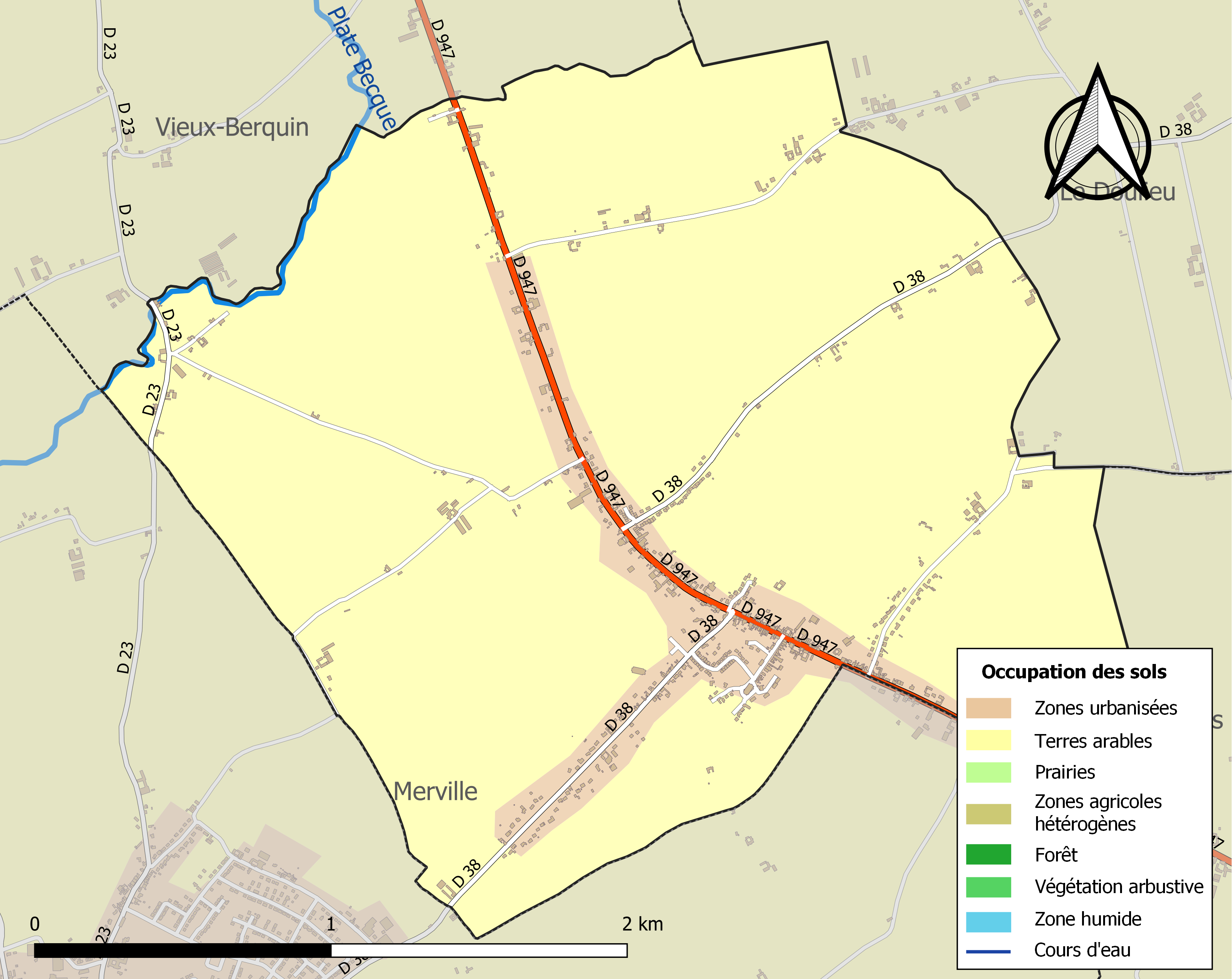
Bodennutzung und Infrastruktur der Gemeinde (2018)

Neuf-Berquin liegt in Französisch-Flandern etwa 47 Kilometer südsüdöstlich von Dünkirchen und etwa 28 Kilometer westlich von Lille. Die Gemeinde wird von der Plate Becque, der Becque du Pont Rondin, dem Courant de l’Hautdyck, dem Courant de la Redoute, dem Courant du Pont Liévin und verschiedenen kleineren Wasserläufen entwässert. Das Zentrum liegt auf etwa 20 m Höhe wie auch vergleichsweise das gesamte Gemeindegebiet. 
Rund 92 % der Fläche der Gemeinde werden landwirtschaftlich genutzt, der restliche Teil ist der Anteil an bebauter Fläche (Stand: 2018).
Nachbargemeinden von Neuf-Berquin sind Le Doulieu im Nordosten, Estaires im Osten, Merville im Südwesten und Vieux-Berquin im Nordwesten.

## Geschichte
Im Jahr 1150 wurde Neuf-Berquin von Estaires getrennt. Im Jahr 1156 lautete der Name: „Nova capella quae est in parrochia d’Esteeres“. Um 1300 wurde Neufberkin als „Perco“ definiert, was den Namen eines Mannes bezeichnet, und „Heim“, was das Dorf bedeutet. Zu Beginn des 14. Jahrhunderts tauchte der Name Neuf-Berquin auf. Die von Häusern gesäumte Straße führt weiter nach Süden über Estaires, nach Norden über Vieux-Berquin. Die flämischen Namen waren „Noortberkin“ für Vieux-Berquin und „Zuitberkin“ für Neuf-Berquin.
Das Dorf Neuf Berquin liegt an der römischen Hauptstraße, die von Cassel nach Arras führte. Im Jahr 1156 wurde das Gebiet in der oben genannten lateinischen Form bezeichnet, was bedeutet, dass die Pfarrgemeinde das Ergebnis einer Aufteilung der Pfarrei Estaires, wahrscheinlich vor 1239, ist. 1219 wurde sie Neuf-Berkin genannt und gehörte 1362 zu Jean de Beauval, Seigneur von Haveskerque, der im selben Jahr an Thibaut de Bourmont ein Einkommen von 213 Razières Weizen aus dem Dorf verkaufte, das von der Dame von Cassel als Lehen gehalten wurde. Den heutigen Namen erhielt die Stadt zu Beginn des 14. Jahrhunderts. Im Ersten Weltkrieg wurde Neuf Berquin während der Deutschen Frühjahrsoffensive 1918 vollständig zerstört.

## Bevölkerungsentwicklung
| Jahr                       | 1962 | 1968 | 1975 | 1982 | 1990 | 1999 | 2006 | 2013 | 2020 |
| Einwohner                  | 802  | 840  | 765  | 892  | 1085 | 1156 | 1246 | 1229 | 1365 |
| Quellen: Cassini und INSEE |      |      |      |      |      |      |      |      |      |

## Sehenswürdigkeiten
Kirche Saint-Gilles

## Verkehr
Die Departementsstraße D 947, die ehemalige Route nationale 347 von Lens nach Bray-Dunes, durchquert das Gemeindegebiet von Südost nach Nordwest. Die nachgeordnete Departementsstraße D 38 führt im Nordosten nach Le Doulieu, im Südwesten nach Merville. Lokale Landstraßen komplettieren die Verbindung des Zentrums mit den Weilern der Gemeinde und den Nachbargemeinden. Busse von drei Linien der Transportgesellschaft Arc-en-Ciel des Départements Nord fahren Haltestellen in Neuf-Berquin an und verbinden Neuf-Berquin mit Lille, Merville, Armentières und Bailleul.